# 世綸
世綸（1795年—1844年），字子亮，号仙樵，高佳氏，满洲镶黄旗人。清朝官员，进士出身。

## 生平履历
- 道光二年（1822年）中举
- 道光十二年（1832年）壬辰科进士
- 道光十六年（1836年），任广西武缘县知县[1]
- 道光二十一年（1841年），任桂平县知县
- 道光二十四年（1844年），署理庆远府同知，同年卒于任。[2]

任武缘县知县时曾经参与《武缘县志》的编写。

## 家庭
- 曾祖高誠，湖北按察使、長蘆鹽政；其胞弟高晋，两江总督、礼部尚书；其胞妹高佳氏，系道光庚戌（1850）进士、正蓝旗汉军胡氏吉惠 (道光进士)的高祖母（属正蓝旗汉军进士胡俊章家族）。
- 祖廷麟，乾隆癸酉举人，盐政。
- 父良禧，上谕处行走。
- 嫡母王氏（父鑲紅旗漢軍、乾隆丁卯科舉人、河東河道總督王秉韜，祖父鑲黃旗漢軍副都統王士儀），继母瓜爾佳氏（父尚德，祖父舒通阿）。
- 堂叔祖廣厚，乾隆戊戌进士，湖南巡抚。
- 从堂叔福淳，道光己丑进士，陕西知县、同知。
- 兄景綸，嘉庆己巳进士，河南信阳州知州。
- 侄文玉，道光丁未进士，广东高州府知府。与家族姻亲、正蓝旗汉军进士胡氏增祿（属正蓝旗汉军进士胡俊章家族）进士同榜。